# Рощино (Старорусський район)
Рощино (рос. Рощино) — присілок в Старорусському районі Новгородської області Російської Федерації.
Населення становить 0 осіб. Входить до складу муніципального утворення місто Стара Русса.

## Історія
Від 2004 року входить до складу муніципального утворення місто Стара Русса.

## Населення
| 2010 |
| ---- |
| 0    |